# Colônia e Protetorado da Serra Leoa

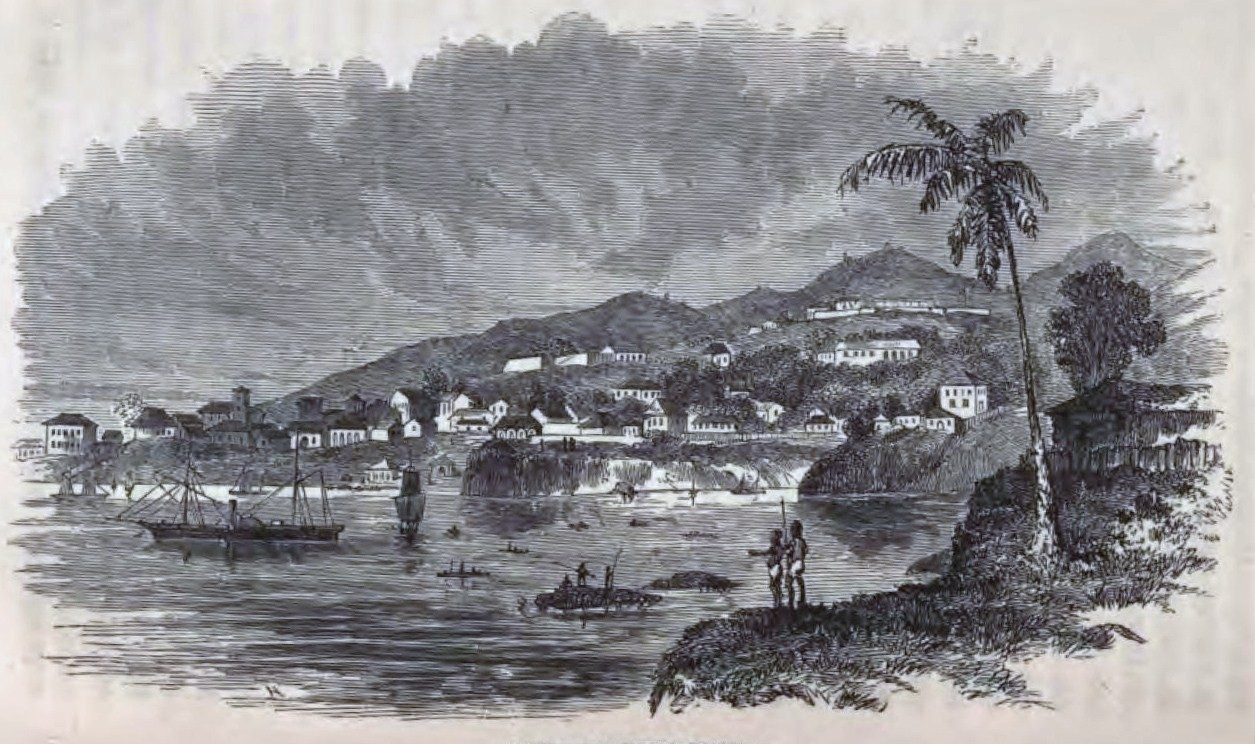
Freetown, Serra Leoa, por volta de 1856

A Colônia e Protetorado da Serra Leoa foi a administração colonial britânica na Serra Leoa de 1808 a 1961, época em que o país fez parte do Império Britânico, desde a era do abolicionismo até a era da descolonização do território. A colônia da Coroa, que incluía a área ao redor de Freetown, foi estabelecida em 1808. O protetorado foi estabelecido em 1896 e incluía o interior do que hoje é conhecido como Serra Leoa.
O lema da colônia e do protetorado era Auspice Britannia liber (na língua latina, significa "Livre sob a proteção da Grã-Bretanha"). Este lema foi incluído posteriormente na bandeira e no brasão da Serra Leoa.